# Contea di Jianli
La contea di Jianli (监利县S, Jiànlì XiànP) è una contea della Cina, situata nella provincia di Hubei e amministrata dalla prefettura di Jingzhou.